# Domenico Raccuglia
Domenico « Mimmo » Raccuglia dit « le Vétérinaire », né le 27 octobre 1964 à Altofonte (province de Palerme), est un mafieux italien, membre de Cosa nostra.

## Biographie
Capo d’Altofonte, Domenico Raccuglia est proche du chef du mandamento de San Giuseppe Jato, Giovanni Brusca dont il devient le dauphin lorsque ce dernier est arrêté en janvier 1996. 
Fidèle au Clan des Corleonesi comme son prédécesseur, il renforce son pouvoir sur Palerme en s’alliant avec Gianni Nicchi (né en 1981, arrêté en 2009, chef du mandamento de Pagliarelli), puis grâce à l'arrestation en novembre 2007 du chef suprême de Cosa nostra Salvatore Lo Piccolo , contre lequel il était en lutte. 
Raccuglia s'est également rapproché des « américains », les clans ayant fui la Sicile pour les États-Unis après leur chute face aux Corléonais durant la Deuxième guerre de la mafia et figure parmi les prétendants au titre de chef de la mafia sicilienne après l'arrestation de Salvatore Lo Piccolo.
Officiellement en cavale, il parvient à avoir un deuxième enfant avec sa femme, pourtant surveillée par les forces de l'ordre, qui quittait chaque été Altofonte pour le rejoindre.
Lorsqu'il est arrêté en novembre 2009, il est considéré comme le principal capo de Palerme et le numéro 2 de Cosa Nostra.
Domenico Raccuglia a été condamné par contumace à trois peines à perpétuité pour homicides, notamment celui de Giuseppe Di Matteo, fils d’un repenti, séquestré plus de deux ans puis étranglé et dissous dans l’acide. Il a écopé également d'une peine de vingt ans pour la tentative de meurtre du parrain Michelangelo Camarda, le 7 octobre 1994.
Son cousin, Salvatore Giuseppe Raccuglia, né en 1959, également dirigeant de la famille d'Altofonte, incarcéré pendant 2 ans et 9 mois pour l'avoir aidé à fuir, puis maintenu en détention à domicile à partir du 23 janvier 2018, est considéré comme l'un des candidats à la succession à la tête de la Cosa nostra sicilienne après la mort en prison de Salvatore Riina en 2017.
Figurant parmi les 30 fugitifs les plus recherchés d'Italie, il est arrêté le 15 novembre 2009 à Calatafimi après 15 ans de cavale, dans un appartement près de Trapani.